# Jade Raymond
Jade Raymond (ur. 28 sierpnia 1975 r. w Montrealu, Quebec, Kanadzie) – kanadyjska producentka gier komputerowych, założycielka studia Ubisoft w Toronto oraz Motive Studios dla Electronic Arts.

## Młodość
W wieku 6 lat razem z rodziną zamieszkała w Brown’s Town na Jamajce. Jade przyznaje, że niektóre dzieci nie mogły chodzić tam do szkół, gdyż nie było ich stać na kupno butów, co otworzyło jej oczy na pewne kwestie.
W dzieciństwie Jade wraz ze swoim kuzynem grała w przygodowe gry tekstowe na jego Apple II. W trakcie wizyty u rodziny w San Francisco w wieku 12 lat, z łatwością była pokonywana przez jej wujka we wszystkich jego grach. Postanowiła ćwiczyć w trakcie wakacji tak długo, aż pokona go we wszystkich rozgrywkach, co się jej udało.
Raymond skupiona była na tym, aby osiągać cele coraz szybciej i lepiej. W tamtym czasie czytała dużo książek dzięki wolontariatowi w bibliotece, dołączyła także do szkolnego koła związanego z robotyką, mimo iż miało tylko jednego członka. Z początku zajmowała się pracą dorywczą: jako opiekunka do dziecka, kelnerka, pomoc kuchenna czy obsługa infolinii.
Ukończyła informatykę na Uniwersytecie McGill w 1998 roku zdobywając tytuł licencjata.

## Praca zawodowa
Pierwszą pracą jako programistka wykonywała dla Sony, gdzie pomagała zbudować ekipę zasięgu i rozwoju grupy Sony Online Entertainment. Następnie przeprowadziła się do San Francisco, gdzie została producentem gry The Sims Online dla Electronic Arts. W latach 2003–2004 pracowała jako korespondentka telewizyjna The Electric Playground stacji G4 wraz z Victor Lucas, Tommy Tallarico oraz Julie Stoffer.

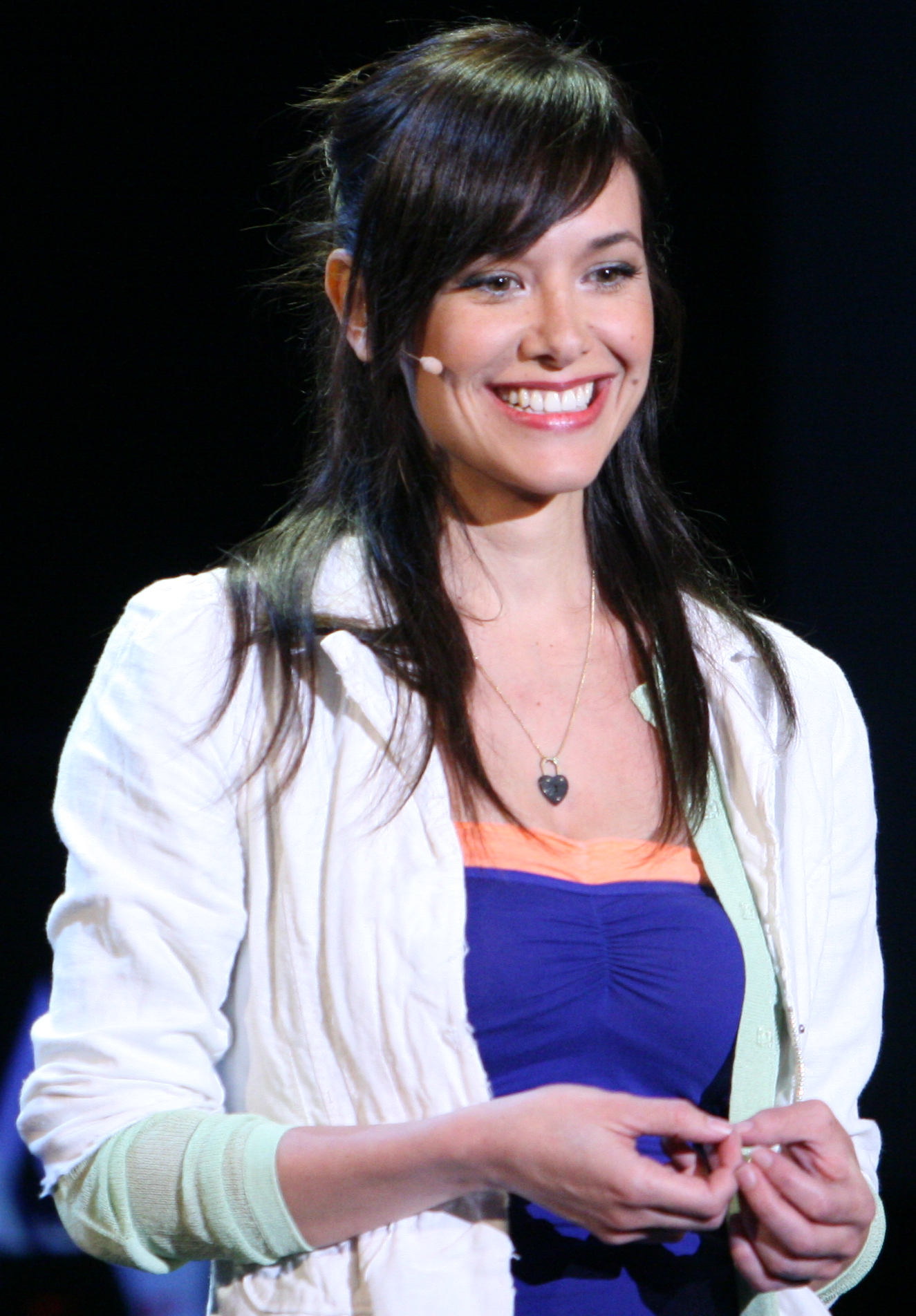
Jade Raymond w 2007

### Ubisoft
W 2004 ponownie przeniosła się do rodzinnego Montrealu, gdzie jako producentka otrzymała zadanie stworzenia nowej serii, przygodowej gry akcji znanej później jako Assassin's Creed. Początkowo studio zakładało stworzenie gry o trzeciej krucjacie, jednak Jade przypomniała sobie, kiedy w dzieciństwie przeczytała książkę o przygodach Marco Polo, który w ich trakcie natknął się na słynnych zabójców. Rozpoczęli poszukiwania informacji na ich temat, co ostatecznie przerodziło się w stworzenie sztandarowej marki francuskiego wydawcy. Po sukcesie przygód o Altairze, Raymond została producentką wykonawczą najpopularniejszej części serii, Assassin's Creed II, która przenosi graczy do renesansowych Włoch. Studio naprawiło błędy swojej poprzedniczki oraz stworzyli te rzeczy, które nie udało się wcześniej zrobić, a postać Ezio stała się tak lubiana przez graczy, że druga część doczekała się dwóch dodatków kontynuujących jego przygody, Assassin's Creed Brotherhood oraz Assassin's Creed Revelations.
Była także producentką wykonawczą nowej serii gier studia Ubisoft Montreal, Watch Dogs oraz The Mighty Quest for Epic Loot.
We wrześniu 2009 ogłoszono, iż stanie na czele nowo powstającego studia Ubisoft Toronto. W trakcie pracy tam Jade była producentką wykonawczą blockbustera Tom Clancy’s Splinter Cell: Blacklist wydanego w 2013 roku.
20 października 2014 roku Jade Raymond oraz Ubisoft wydało oświadczenie w którym potwierdzili odejście producentki z firmy, w której pracowała przez 10 lat. W tamtym czasie kanadyjka nie skomentowała, gdzie rozpocznie swoją pracę. Jej obowiązki wraz z końcem miesiąca przejął Alexandre Parizeau.

### Electronic Arts
W lipcu 2015 roku Jade ogłosiła, iż dołączyła ponownie do Electronic Arts, gdzie stworzy zupełnie nowe studio Motive Studios w jej rodzinnym Montrealu. Współpracowała z Visceral Games w Kalifornii, gdzie wraz z projektantką oraz pisarką Amy Henning tworzyła nową grę osadzoną w świecie Gwiezdnych Wojen przed zamknięciem studia przez EA. W marcu 2017 roku dyrektor finansowy Electronic Arts Blake Jorgensen przyznał, iż jest on w bardzo wczesnym stadium. 15 kwietnia 2017 roku Jade na swoim prywatnym Twitterze wyjawiła, iż jej studio pracuje nad grą Star Wars: Battlefront II.
22 października 2018 roku Electronic Arts ogłosiło, iż Raymond odchodzi z firmy, a jej zastępczynią została Samantha Ryan. Przyczyny odejścia producentki nie zostały podane.

## Życie prywatne
Wyszła za mąż za inżyniera przemysłowego, współwłaściciela firmy Velan Inc., Dana Velana, z którym ma dwójkę dzieci: syna oraz córkę. W 8 miesiącu ciąży wezwana została przez szefa do jego biura "Myślałam, że zapyta o moje plany na przyszłość". Zamiast tego poprosił ją, aby przeniosła się do Toronto gdzie zbudować miała od zera 350 osobowe studio do produkcji tak zwanych gier "AAA", z najlepszą produkcją oraz najwyższym budżetem. "Kiedy jesteś kompetentny oraz uczciwy, zyskujesz szacunek ludzi" powiedziała w późniejszym wywiadzie. Jade jest dwujęzyczna, biegle posługuje się zarówno angielskim jak i francuskim.

### Kontrowersje
Raymond od początku produkcji gry Assassin's Creed wzbudzała kontrowersje, przede wszystkim jako kobieta, która miała stworzyć pełne przemocy przygodowe gry akcji. Ze względu na swój wygląd, przez Internet w okresie premiery przeszła fala komiksów oraz komentarzy o podłożu erotycznym, a w pewnym momencie pojawiła się plotka, jakoby Jade miała się rozebrać w magazynie Maxim, którą ostatecznie dementować musiał sam Ubisoft. Przez falę krytyki pod jej adresem kanadyjka wycofała się na jakiś czas z wystąpień publicznych, jednak pod wpływem wiadomości które otrzymała od wielu kobiet z branży, lub chcących do niej dołączyć z podziękowaniami za bycie wzorem do naśladowania postanowiła wyjść z cienia i pomóc im w walce z krytyką. Dziś Jade to ignoruje "To nie odzwierciedla większości graczy czy jaki ten biznes naprawdę jest".

## Gry

### Sony Online Entertainment
- Jeopardy! (programista)[12]
- Trivial Pursuit (programista)

### Electronic Arts
- The Sims Online (2002) (producent)[13]

### There Inc
- There (2003) (producent/opracowanie graficzne)[potrzebny przypis]

### Ubisoft Montreal
- Assassin's Creed (2007) (producent)
- Assassin's Creed II (2009) (producent wykonawczy)
- Assassin's Creed II: Bloodlines (2009) (producent wykonawczy)
- Watch Dogs (2014) (producent wykonawczy)
- The Mighty Quest for Epic Loot (2015) (producent wykonawczy)

### Ubisoft Toronto
- Tom Clancy’s Splinter Cell: Blacklist (producent)[14]

### Motive Studios
- Star Wars: Battlefront II (w koprodukcji z EA DICE)